# Vila Fria (Felgueiras)
Pour les articles homonymes, voir Vila Fria.
Vila Fria est une freguesia (« paroisse civile ») du Portugal, rattachée au concelho (« municipalité ») de Felgueiras et située dans le district de Porto et la région Nord.

## Organes de la paroisse
- L'assemblée de paroisse est présidée par João Soares (groupe "PPD/PSD").
- Le conseil de paroisse est présidé par Carina da Purificação da Costa Duarte (groupe "PPD/PSD").